# Holling
Holling (fràncic lorenès Holléngen) és un municipi francès situat al departament del Mosel·la i a la regió del Gran Est. L'any 2007 tenia 329 habitants.

## Demografia

### Població
El 2007 la població de fet de Holling era de 329 persones. Hi havia 122 famílies, de les quals 21 eren unipersonals (8 homes vivint sols i 13 dones vivint soles), 38 parelles sense fills, 55 parelles amb fills i 8 famílies monoparentals amb fills.
La població ha evolucionat segons el següent gràfic:
Habitants censats

### Habitatges
El 2007 hi havia 145 habitatges, 124 eren l'habitatge principal de la família, 1 era una segona residència i 20 estaven desocupats. 132 eren cases i 14 eren apartaments. Dels 124 habitatges principals, 110 estaven ocupats pels seus propietaris, 12 estaven llogats i ocupats pels llogaters i 2 estaven cedits a títol gratuït; 11 tenien tres cambres, 30 en tenien quatre i 83 en tenien cinc o més. 116 habitatges disposaven pel capbaix d'una plaça de pàrquing. A 36 habitatges hi havia un automòbil i a 68 n'hi havia dos o més.

### Piràmide de població
La piràmide de població per edats i sexe el 2009 era:
| Homes | Edats   | Dones |
| ----- | ------- | ----- |
| 0     | 95 o +  | 0     |
| 0     | 90 a 94 | 0     |
| 0     | 85 a 89 | 4     |
| 0     | 80 a 84 | 4     |
| 4     | 75 a 79 | 0     |
| 8     | 70 a 74 | 12    |
| 8     | 65 a 69 | 8     |
| 8     | 60 a 64 | 16    |
| 4     | 55 a 59 | 12    |
| 12    | 50 a 54 | 8     |
| 12    | 45 a 49 | 8     |
| 12    | 40 a 44 | 8     |
| 20    | 35 a 39 | 16    |
| 12    | 30 a 34 | 16    |
| 4     | 25 a 29 | 0     |
| 0     | 20 a 24 | 8     |
| 24    | 15 a 19 | 4     |
| 16    | 10 a 14 | 12    |
| 8     | 5 a 9   | 0     |
| 4     | 0 a 4   | 12    |

## Economia
El 2007 la població en edat de treballar era de 208 persones, 143 eren actives i 65 eren inactives. De les 143 persones actives 131 estaven ocupades (77 homes i 54 dones) i 12 estaven aturades (4 homes i 8 dones). De les 65 persones inactives 19 estaven jubilades, 22 estaven estudiant i 24 estaven classificades com a «altres inactius».

### Ingressos
El 2009 a Holling hi havia 154 unitats fiscals que integraven 409 persones, la mediana anual d'ingressos fiscals per persona era de 18.012 €.

### Activitats econòmiques
Dels 11 establiments que hi havia el 2007, 1 era d'una empresa alimentària, 1 d'una empresa de construcció, 4 d'empreses de comerç i reparació d'automòbils, 3 d'empreses de serveis i 2 d'empreses classificades com a «altres activitats de serveis».
L'únic servei als particulars que hi havia el 2009 era una fusteria.
Dels 2 establiments comercials que hi havia el 2009, 1 era una botiga de menys de 120 m² i 1 una joieria.
L'any 2000 a Holling hi havia 3 explotacions agrícoles.

## Equipaments sanitaris i escolars
El 2009 hi havia una escola elemental integrada dins d'un grup escolar amb les comunes properes formant una escola dispersa.

## Poblacions més properes
El següent diagrama mostra les poblacions més properes.